# Pachytriton labiatus
Pachytriton labiatus är en groddjursart som först beskrevs av Walter Unterstein 1930.  Pachytriton labiatus ingår i släktet Pachytriton och familjen vattensalamandrar. IUCN kategoriserar arten globalt som livskraftig. Inga underarter finns listade i Catalogue of Life.